# ماما بالدي
ماما بالدي (مواليد 6 نوفمبر 1995) هو لاعب كرة قدم من غينيا بيساو يلعب في مركز الجناح أو الظهير الأيمن في نادي تروا.